# Smalesmouth
Smalesmouth var en civil parish 1866–1958 när det uppgick i Greystead, i grevskapet Northumberland i England. Civil parish var belägen 10 km från Bellingham och hade 89 invånare år 1951.